# Supraphorura furcifera
Supraphorura furcifera  (лат.) — вид ногохвосток из семейства Onychiuridae. Европа (в т.ч. Россия). Длина тела 1,3  мм. Беловатые, прыгательная вилка рудиментарная в виде двух бугорков. Тело цилиндрической формы. Встречаются в лесной подстилке и под корой.
Вид был впервые описан в 1901 году немецким зоологом Карлом Бёрнером по материалам из Европы.